# Rebel, Sweetheart
Rebel, Sweetheart — пятый студийный альбом группы The Wallflowers, изданный в 2005 году.

## Об альбоме
Во время записи Rebel, Sweetheart группу покинул гитарист Стюарт Матис и ударник Марио Калир; барабанщика заменил Фред Элтрингхэм, гитарные партии взял на себя Джейкоб Дилан. Выход Rebel, Sweetheart сопровождался изданием iTunes Originals, включающем эксклюзивные выступления и интервью коллектива. К разочарованию поклонников The Wallflowers, альбом не был поддержан полноценными гастролями. Клавишник Рами Джаффе выступал совместно с группой Foo Fighters, Фред Элтрингхэм работал с кантри-трио Dixie Chicks, Джейкоб Дилан принимал участие в первом за 20 лет концертном туре Ти-Боун Барнетта. Тем не менее, группа дала несколько эксклюзивных концертов, таких как выступление на военном авианосце USS John C. Stennis.

## Список композиций
Слова и музыка всех песен — Джейкоба Дилана.
| №   | Название                                              | Длительность |
| --- | ----------------------------------------------------- | ------------ |
| 1.  | «Days of Wonder»                                      | 5:14         |
| 2.  | «The Passenger»                                       | 2:54         |
| 3.  | «The Beautiful Side of Somewhere»                     | 4:00         |
| 4.  | «Here He Comes (Confessions of a Drunken Marionette)» | 3:41         |
| 5.  | «We're Already There»                                 | 4:37         |
| 6.  | «God Says Nothing Back»                               | 4:47         |
| 7.  | «Back to California»                                  | 3:35         |
| 8.  | «I Am a Building»                                     | 3:47         |
| 9.  | «From the Bottom of My Heart»                         | 6:12         |
| 10. | «Nearly Beloved»                                      | 4:00         |
| 11. | «How Far You've Come»                                 | 3:26         |
| 12. | «All Things New Again»                                | 3:45         |

## Участники записи
- Джейкоб Дилан — вокал, гитара
- Рами Джаффе — клавишные, бэк-вокал
- Грег Ричлинг — бас-гитара
- Фред Элтрингхэм — ударные, перкуссия